# Alpinia argentea
Alpinia argentea är en enhjärtbladig växtart som först beskrevs av Brian Laurence Burtt och Rosemary Margaret Smith, och fick sitt nu gällande namn av Rosemary Margaret Smith. Alpinia argentea ingår i släktet Alpinia och familjen Zingiberaceae. Inga underarter finns listade i Catalogue of Life.